# Marin Kurtela
Marin Kurtela (Ragusa, 16 settembre 1952) è un ex calciatore croato, di ruolo difensore.

## Carriera
Cresciuto nel GOŠK Dubrovnik nel 1974 si trasferisce nell'Hajduk Spalato con cui esordisce il 28 agosto nella trasferta di campionato vinta contro la Dinamo Zagabria. 
Con i Bili milita per tre stagioni e mezzo vincendo un campionato (1975) e due Coppe di Jugoslavia (1974 e 1977) in 58 presenze ufficiali. Dopo aver litigato con l'allora presidente dei Majstori s mora Tito Kirigin si accasa per mezza stagione nel NK Zagabria, da cui riceve la chiamata dell'allenatore Dražan Jerković. Con i Pjesnici riesce ad ottenere la salvezza in campionato e rifiuta un contratto quadriennale per poi passare alla Dinamo Zagabria. Con i Modri in 50 partite ufficiali vince la Coppa di Jugoslavia (1980) allenato da Vlatko Marković e il campionato (1982) sotto la guida di Miroslav Blažević.

## Palmarès

### Competizioni nazionali
- Campionato jugoslavo: 2

Hajduk Spalato: 1974-1975
Dinamo Zagabria: 1981-1982
- Coppa di Jugoslavia: 3

Hajduk Spalato: 1974, 1976-1977
Dinamo Zagabria: 1979-1980